# Potez 630
Il Potez 630, e la serie di velivoli da esso derivati, erano una famiglia di bimotori prodotti dall'azienda francese Société nationale de constructions aéronautiques du Nord (SNCAN) nei tardi anni trenta.
Sviluppati per rispondere ad una richiesta di fornitura per l'Armée de l'air era un progetto similare e contemporaneo al britannico Bristol Blenheim ed al tedesco Messerschmitt Bf 110.

## Storia del progetto
L'originale Potez 630 venne realizzato per rispondere alle specifiche, emesse nel 1934 dal governo francese, per la fornitura di un caccia pesante dalle quali venne sviluppata anche la serie Breguet Bre 690 da attacco. Il progetto venne affidato alla direzione tecnica di Louis Coroller e André Delaruelle che realizzarono un bimotore monoplano di costruzione interamente metallica che necessitava di soli tre membri di equipaggio. Il velivolo era caratterizzato da un lungo abitacolo vetrato e dall'impennaggio di coda a doppia deriva.
Il prototipo venne portato in volo per la prima volta il 25 aprile 1936 motorizzato con due radiali Hispano-Suiza 14AB 10/11, dimostrando subito di possedere ottime caratteristiche di manovrabilità. La commissione esaminatrice, anche se impose la modifica di alcuni particolari minori, si ritenne soddisfatta, di conseguenza Potez ricevette un ordine per una fornitura iniziale di 80 esemplari nel 1937.
Venne inoltre emesso simultaneamente un secondo ordine per la fornitura di 80 Potez 631 C3, la versione da caccia, che differiva anche nella motorizzazione affidata ai nuovi e compatti radiali Gnome-Rhône 14M-4/5 Mars.
Successivamente, nel 1938, vennero ordinati 50 Potez 631, 20 dei quali destinati inizialmente alla Finlandia per equipaggiare la sua Suomen ilmavoimat ma che non raggiunsero mai la destinazione.

## Versioni
Contrariamente alla maggior parte dei velivoli francesi ad esso contemporanei, la produzione del Potez 63 fu relativamente rapida e questo permise, man mano che il ritmo di produzione aumentava di produrre una serie di derivati dal modello iniziale.
- Potez 630: versione base dalla famiglia Potez 63 era penalizzata da motori troppo poco potenti. Tutti furono convertiti in Potez 631;
- Potez 631: fu la versione "standard" da caccia del velivolo Potez e fu impiegata in operazioni sia dall'Armée de l'Air (anche per la caccia notturna) che dall'Aéronavale;
- Potez 633: versione da bombardamento leggero, non ottenne successo in Francia e fu acquistato da Grecia, Romania e Cina;
- Potez 637: versione da ricognizione costruita in pochi esemplari;
- Potez 63.11: versione da ricognizione, con il muso vetrato, fu la variante più prodotta della famiglia del Potez 63 con 730 esemplari consegnati.

## Utilizzatori
Francia
- Armée de l'air
- Aéronautique navale

 Francia di Vichy
- Armée de l'air de l'armistice

 Francia libera
- Forces aériennes françaises libres

 Germania
- Luftwaffe (prede di guerra)

 Grecia
- Polemikí Aeroporía (13 esemplari)

 Italia
- Regia Aeronautica

 Jugoslavia
- Jugoslovensko kraljevsko ratno vazduhoplovstvo i pomorska avijacija (1 esemplare)

 Polonia
- Forces aerienes polonaises (inquadrate nell'Armée de l'Air)

 Romania
- Forțele Aeriene Regale ale României (29 esemplari)

## Velivoli comparabili
Germania
- Messerschmitt Bf 110

 Regno Unito
- Bristol Blenheim